# 원익배 십단전
원익배 십단전(圓益杯 十段戰)은 경향신문, (주)바둑TV가 주최, 주관하고 원익그룹이 후원하는 대한민국의 프로 바둑 기전이다. 우승 상금은 5000만원, 준우승 상금은 2000만원이다.

## 대회 방식
모든 대국은 토너먼트로 진행되며 제한시간은 각자 10분, 초읽기 40초 3회, 덤은 6.5집이다.

## 역대 우승자
| 회수 | 연도 | 우승   | 전적 | 준우승 |
| ---- | ---- | ------ | ---- | ------ |
| 1    | 2006 | 이창호 | 2:1  | 박영훈 |
| 2    | 2007 | 안조영 | 2:1  | 백홍석 |
| 3    | 2008 | 이창호 | 2:0  | 목진석 |
| 4    | 2009 | 박정환 | 2:0  | 백홍석 |
| 5    | 2010 | 박정환 | 2:1  | 이창호 |
| 6    | 2011 | 이세돌 | 2:1  | 강유택 |
| 7    | 2012 | 최철한 | 2:0  | 강동윤 |
| 8    | 2013 | 강동윤 | 2:0  | 박영훈 |